# 28. pěší pluk
Císařský pěší pluk č. 28 byl pěchotním plukem armády Rakousko-Uherska.

## Vznik jednotky
Pluk byl založen 29. 5. 1698 patentem císaře Leopolda I. a zprvu nenesl pořadové číslo, pod kterým se později proslavil, to dostal přiděleno teprve roku 1769 v rámci tereziánských reforem. V roce založení se pluk účastnil války proti Turkům a při podpisu mírové smlouvy působil jako čestná stráž. Pluk se řadil k tzv. „německé pěchotě“ což znamenalo, že rekruti k němu byli odváděni z území celé Habsburské říše kromě Uherska.

## Z historie jednotky
Od roku 1754 vlastnil pluk Heinrich Fridrich hrabě Wied-Runkel, který byl majitelem pluku i za sedmileté války a v té době se pluk nazýval regiment Wied. Posádkou byl regiment Wied umístěn v roce 1754 v Antverpách a v roce 1763 v Nikolsburgu. Velitelem pluku byl od roku 1755 svobodný pán Siegmund von Burmann, v roce 1759 se jím stal svobodný pán Siegmund von Gemmingen auf Hornberg und Teschklingen. Za sedmileté války se regiment Wied zúčastnil několika významných bitev, z nichž lze uvést například bitvu u Šterbohol (6. května 1757). 
Ve druhé polovině 18. století bylo regimentu přiřazeno pořadové číslo 28. Podle majitelů nesl během své existence i další názvy, známý byl např. jako Infanterieregiment Ritter Ludwig von Benedek Nr. 28 (Ludwig von Benedek byl majitelem v letech 1849–1889). V době 1. světové války to byl Infanterieregiment „Viktor Emanuel III. König von Italien“ Nr. 28.
Pluk existoval – po přechodném zrušení a opětném ustavení v roce 1915 – až do roku 1918. 

### Verbovací obvod
V roce 1748 byl pluku určen verbovací (doplňovací) obvod Kolín nad Rýnem a Cáchy. V roce 1766 byl pluku určen nový verbovací obvod Morava a od roku 1771 Kutná Hora.

### Výstroj a uniforma
Uniformu císařských vojáků z období sedmileté války lze rekonstruovat na základě dochovaných písemných pramenů. Uvedený popis uniformy je vytvořen na základě výstrojního schématu z roku 1762.
Pěšák regimentu Wied nosil třírohý klobouk s bílou lemovkou zdobený na levé straně bílými pruhy do tvaru „V“ s bílo-červeno-zeleným pomponem umístěným uprostřed. Další dva černožluté pompony byly přišity v zadních rozích klobouku. Samotná uniforma se skládala z bělavého kabátu z vlněného sukna, který se od kabátů ostatních regimentů odlišoval zelenými manžetami, zelenými revéry a nárameníkem se zelenou klikatkou. Další součástí stejnokroje byla bílá vesta se dvěma řadami knoflíků a bílá lněná košile se stojáčkem, přes který se oblékal červený kolárek. Na nohách nosili příslušníci regimentu černé nízké boty s rovnou špičkou a kalhoty bílé barvy sahající pod kolena. Lýtka vojákům na pochodu chránily černé kamaše, které se při slavnostních příležitostech nahrazovaly kamašemi bílými. 
K výzbroji pěchoty náležela ručnice s křesadlovým zámkem vzor 1754 a bodák, který se nosil zavěšen na levém boku. Na pravém boku nosil pěšák na bílém řemeni zavěšenou černou patrontašku s mosazným císařským znakem, na levém boku zase tornu z hnědé teletiny a dřevěnou polní láhev.
Důstojníci se od řadové pěchoty odlišovali zlatě lemovanými klobouky s černou mašlovitou kokardou, bílými nákrčníky a žlutou, černě protkávanou hedvábnou či vlněnou šerpou vázanou kolem pasu. K odznakům důstojníka patřil kord a při slavnostních příležitostech též sponton či partyzána.

### Egalizační barva
V roce 1767 si pluk vylosoval egalizační barvu – trávově zelené límce a manžety s bílými knoflíky. Tuto barvu si pluk podržel až do zániku Rakousko-Uherska.

### Majitelé pluku
Majitel pluku býval původně i jeho velitelem; to se změnilo po roce 1767. Majiteli pěšího pluku č. 28 byli:
- 1698–1713 Franz Sebastian hrabě Thürheim
- 1713–1716 Friedrich Ludwig von der Lancken
- 1716–1754 Leopold Philipp vévoda z Arenbergu
- 1754 Leopold baron Scherzer
- 1754–1779 hrabě Wied-Runkel
- 1779–1798 Wilhelm hrabě Wartensleben
- 1799–1814 Michael sv. pán z Frölich
- 1815–1832 Johan sv. pán Kutshera
- 1832–1848 Theodor hrabě Baillet de Latour (ministr války)
- 1849–1881 Ludwig von Benedek (generálmajor, polní zbrojmistr)
- 1881–1900 Umberto I., italský král
- 1900–1915 Viktor Emmanuel III., italský král

### Velitelé pluku
- 1867–1868 Georg von Kees
- 1902–1907 Heinrich von Fath
- 1907–1912 Franz Daniel

### Posádky
- 1771 Kutná Hora
- 1774 Praha
- 1866 Krakov
- 1871 Vídeň
- 1873 Trident
- 1874 Vídeň
- 1877 České Budějovice
- 1882 Praha
- 1893 Linec
- 1895 Trident
- 1899 České Budějovice
- 1910 Trident

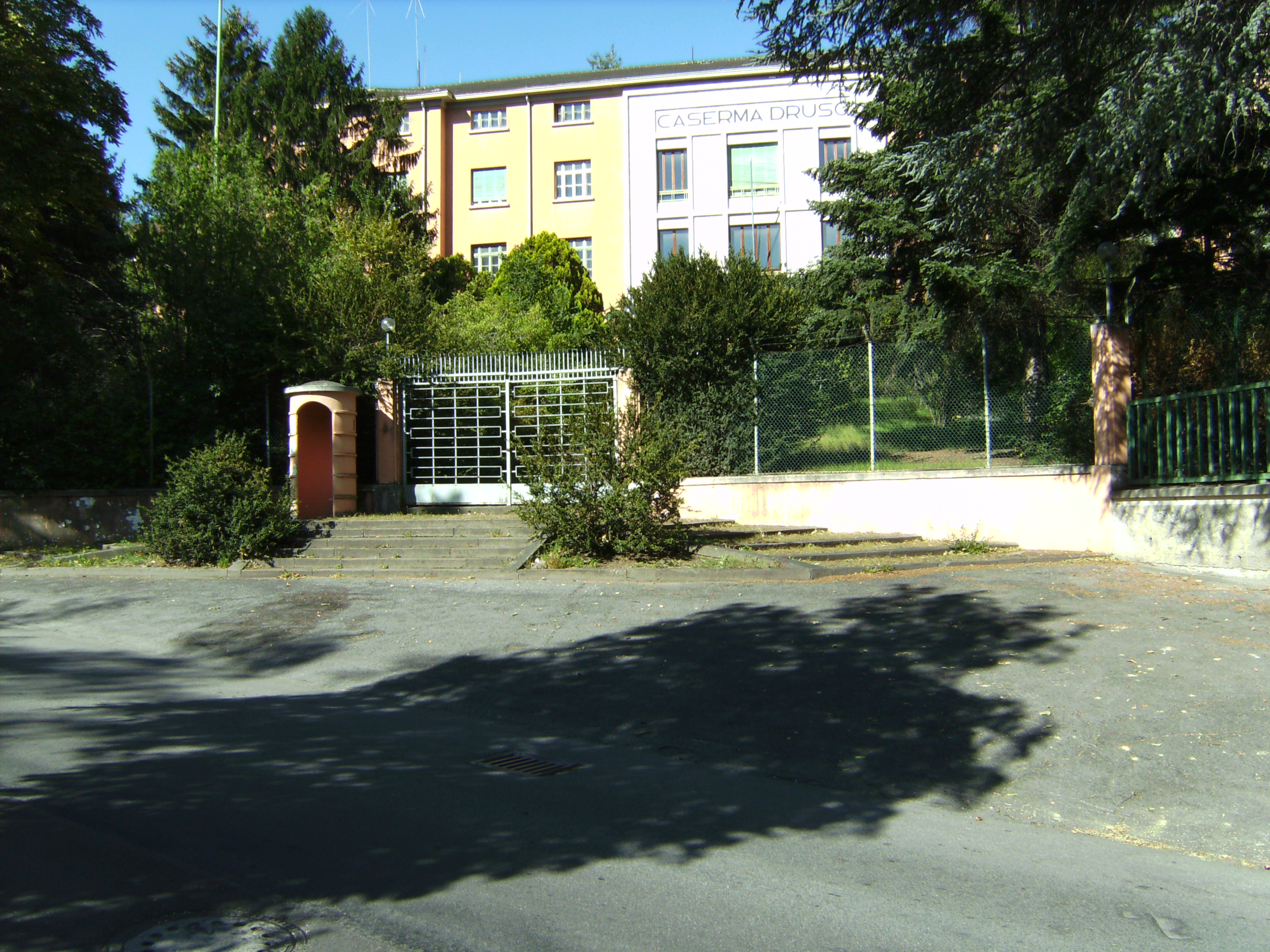
Schlanders, kasárna 1. praporu 28. pěšího pluku před 1. světovou válkou

- 1912 Innsbruck (velitelství pluku a 3. prapor), Schlanders (v Jižním Tyrolsku, 1. prapor), Praha (2. prapor), Malè (v Trentinu, 4. prapor)[4]

### Červenec 1914
IR 28 spadal do XIV.sboru s velitelstvím v Linci, do 5. pěší brigády a 3. pěší divize (velitel Josef Roth).

### Významné bitvy
Pluk byl během své existence nasazen do řady významných válečných akcí:
- Válka o španělské dědictví (1701–1714): v roce 1713 obléhání Freiburgu

- Rakousko-turecká válka (1716–1718): v roce 1716 bitva u Petrovaradína (zde zahynul majitel pluku Friedrich Ludwig von der Lancken) a obléhání Temešváru

- Války o rakouské dědictví (1740–1748)
- Sedmiletá válka  (1756–1763): v roce 1757 bitva u Štěrbohol

- První koaliční válka s Francií (1792–1797): v roce 1794 obléhání pevnosti Mauberge

- Třetí koaliční válka s Francií (1805): kapitulace v Ulmu 18.10.1805

- Třetí italská válka za nezávislost (1866): bitva u Custozy

## 28. pěší pluk v 1. světové válce
Pluk byl před první světovou válkou doplňovaný především v Praze, takže do ní vstupoval jako převážně česká jednotka (Češi tvořili 98% mužstva, které mělo celkem 2 952 mužů). Byl nasazen nejprve na ruské frontě v Haliči. V bojích u obcí Limanowa a Łapanów v prosinci 1914, při nichž byli Rusové zahnáni od Krakova, měl 28. pěší pluk dvoutřetinové ztráty a na frontě zůstalo pouze 15 důstojníků a 193 vojáků; stav pluku sice doplňovaly jeho pochodové prapory, ale jejich příslušníci za sebou mívali jen krátký výcvik. Zhruba v půlce března 1915 při dalších bojích ztratil pluk dalších 680 vojáků; následně byl 23. března podřízen 28. pěší divizi a přesunut na uherskou stranu Karpat, k Bardejovu.
V Karpatech byly toho roku přes počínající jaro kruté mrazy, zákopy byly neustále plné sněhu, vojáci neměli vhodné oblečení a do Bardejova nedorazily ani polní kuchyně. Udržet jednotky v bojeschopném stavu bylo obtížné, přesto velení naplánovalo pro 28. divizi na konec března znovudobytí kót, které nedávno obsadili Rusové. 26. března dorazilo k 28. pluku 700 příslušníků jeho osmého pochodového praporu, kteří měli jen krátký pětitýdenní výcvik. Rakousko-uherský útok ve dnech 27.–28. března byl neúspěšný, 28. pěší pluk dosáhl obce Stebnícká Huta, ale zůstal tam v nevýhodné pozici, kdy jeho levé křídlo zůstalo prakticky nechráněno. Velitel pluku podplukovník Schaumaier neúspěšně žádal o povolení stáhnout se do lépe hajitelných postavení, velitel 28. divize marně žádal o posily.

### Bílá sobota 3. dubna 1915 a pověst o zradě 28. pluku
O Velikonocích v dubnu 1915 údajně přešla většina příslušníků pluku na ruskou stranu za zvuků plukovní kapely. To je příběh, na jehož rozšíření se měl podílet tehdejší velitel pluku Florian Schaumeier a rovněž pozdější generál čs. armády Vojtěch Klecanda, který v té době ve stejném prostoru velel jako podporučík části 2. roty České družiny působící v řadách 49. pěší divize ruské armády.
Vojáky doslova ležící ve sněhu víc než nepřítel trápil hlad, omrzliny a průjmy. Lékař 1. praporu dr. Greif se rozhodl zřídit ošetřovnu ve škole ve Stebnícké Huti, která ležela v "území nikoho" a chodili si sem pro vodu, ohřát se a najíst vojáci obou stran. Při svých návštěvách udržovali vojáci nepsané příměří a vzájemně se nenapadali. Češi, kteří pod vedením V. Klecandy pro carskou armádu konali rozvědnou službu, se snažili již před tím přesvědčit k přechodu na ruskou stranu příslušníky rakousko-uherských jednotek, ale bez úspěchu. Aby vykázali alespoň nějaký výsledek, porušili nepsané příměří ve Stebnícké Huti a 29. března zajali skupinu nemocných z místní školy, kromě dr. Greifa. To byl pro ruskou stranu cenný zdroj informací o zoufalém stavu rakouských jednotek. Hrozil rozsáhlý útok ruských vojsk od Zborova až po údolí Laborce, na toto nebezpečí ale rakouské velení adekvátně neodpovědělo a jen pasivně očekávalo vývoj dalších událostí. Tento fakt vyvrací pověsti Klecandy o tom, že se jednalo o fingovaný útok s cílem uskutečnit předem vyjednaný přechod pluku. Příslušníci Klecandovy poloroty byli během útoku staženi cca 4 km dozadu k velitelství divize, akce se neměli účastnit a dokonce ji ani nemohli sledovat. Ráno 3. dubna na Bílou sobotu zahájila vojska ruské 49. divize mohutný útok na pozice 1. a 3. praporu 28. pluku a rovněž na součásti 47. pluku. První prapor byl zatlačen po prudkém boji ruskou přesilou a zajat poté, co Rusové odřízli ústupovou cestu k zadním rakouským pozicím. Třetí prapor se rychle stahoval z neudržitelného postavení na nové pozice u Hutiska, kde byl však stejně obklíčen, zčásti zlikvidován a zčásti zajat. Podplukovník Schaumeier nebyl schopen na vzniklou krizi adekvátně reagovat a tím, že nenasadil zálohy, zejména 3. prapor 87. pluku, který disponoval i oddílem strojních pušek, de facto nechal 28. pluk jeho osudu. Zbytky obou praporů pak vedly s Rusy ústupové boje a navečer se protiztečí podařilo Rusy zastavit a linii ustálit.
Takových a podobných bojů bylo svedeno za Velké války mnoho. Pokud se skutečně některý z příslušníků pluku dobrovolně vzdal Rusům, pak se jednalo o jednotlivce, kteří tak učinili z vlastní vůle a nikoliv organizovaně na základě agitace Klecandových mužů. Je třeba mít na paměti, co všechno měli mnozí vojáci za sebou a že byli v tomto případě špatně nasazeni. Motivací těch, kteří se vzdali dobrovolně, byla vyčerpanost, zima, hlad, omrzliny, nemoci, strach… Pokud by se mezi nimi skutečně našel nějaký idealista, pak musel být trpce zklamán přístupem Rusů k zajatcům, mnozí byli okradeni a všichni nahnáni do zajateckého tábora. O nějakém bojovém nasazení proti Rakousku-Uhersku nemohlo být v té době ani řeči, lze navíc předpokládat, že by většina zajatých bojovat proti vlastní zemi odmítla, jak to učinili později, když jim tato možnost byla nabídnuta. Proč se tedy zrovna tato událost a její protagonisté stali součástí pověsti o zradě 28. pluku?
Pověst se údajně zrodila přímo ve velení rakouské armády. Její představitelé pod vedením Franze Conrada von Höttzendorf soustředění v Těšíně hledali příčinu neúspěchu předchozích karpatských ofensiv a postupu Rusů přes karpatský oblouk. Zjistili, že na vině není jejich chybné plánování a vedení armády, ale malá bojechtivost jednotek z "neněmeckých" oblastí Předlitavska. Hlášení pplk. Schaumeiera o přechodu "pražského" pluku do zajetí se tedy velice hodilo k zakrytí vlastních chyb. Přikročilo se tedy k mimořádnému opatření, tedy k rozpuštění pluku, které bylo 11. dubna stvrzeno rozkazem arcivévody Friedricha:
| „ | Dne 3. dubna 1915 vzdaly se v těžkých bojích na Dukelském průsmyku dva prapory pěšího pluku č. 28 včetně důstojníků, aniž by použily své střelné zbraně, jednomu jedinému ruskému praporu, a tím na sebe uvalily největší pohanu a hanbu. 73. pluku se ve spojení s říšskoněmeckými jednotkami podařilo postavení za těžkých ztrát udržet do příchodu nových sil ... | “ |

[zdroj?]
Ano, stalo se to 3. dubna a boje byly těžké, ale to je vše. O nepoužití zbraní netřeba hovořit, 73. pluk (chebský) byl v té době asi 100 kilometrů východněji, říšsko-německé jednotky do bojů rovněž nezasáhly. S jedním jediným praporem by Rusové asi rovněž nevystačili. Rakouskem i Uherskem se následně přehnala šovinistická tisková kampaň v silně protičeském duchu, která otrávila ovzduší monarchie víc, než by si mohli její nepřátelé za hranicemi přát. Nicméně se v rozkaze nehovoří o aktivním přechodu k nepříteli, ale o tom, že se vojáci vzdali.
V listopadu 1915 se během bojů o Monte San Michele při čtvrté bitvě na Soči vyznamenali členové bývalého pochodového praporu 28. pěšího pluku natolik, že došlo k přezkoumání případu a 22. prosince 1915 císař rozhodl o obnovení pluku. Opětné zformování pluku probíhalo v Sarajevu, koncem května 1916 se pluk (zatím se dvěma prapory) přesunul do Dellachu, kde 6. června 1916 znovu převzal svůj plukovní prapor a krátce poté odjel na italskou frontu. Obnovený pluk byl pak nasazen např. v Karnských Alpách, tak na řece Soča. Celá historie pluku za 1. světové války je velmi podrobně popsána v knize „Osmadvacátníci“ od Josefa Fučíka (1933–2018), plukovníka bývalé československé armády.

## 28. pěší pluk v období 1. republiky
Po Velké válce na tradice pluku navázal československý 28. pěší pluk, který vznikl v roce 1920 během unifikace československé branné moci a existoval až do roku 1938. Jeho velitelství sídlilo v kasárnách Jana Roháče z Dubé v Praze-Vršovicích, kde ho připomíná i název ulice „28. pluku“ (po roce 2000 byla kasárna přebudována na Justiční areál Na Míčánkách). V roce 1929 bylo pluku uděleno čestné jméno „pluk Tyrše a Fügnera“.